# Mimmo Hildén
Mimmo Hildén (geb. 21. Mai 1977 in Hangö) ist eine Filmfotografin und Kamerafrau aus Finnland. Die Finnlandschwedin stammt aus der zweisprachigen Stadt Hangö (finnisch Hanko) in Südwestfinnland. Sie ist seit 1997 in der Filmbranche tätig anfangs vor allem in Schweden, später auch in Finnland. Neben Fotografie und Kamera, hat sie auch als Caterer on großen Filmproduktionen mitgearbeitet, z. B. Aki Kaurismäkis Der Mann ohne Vergangenheit (2002).

## Filmografie (Auswahl)
- 2025 Ella ja kaverit menevät metsään von Elin Grönblom[7]
- 2025 Rörelser von Jon Blåhed
- 2022 My Sailor, My Love von Klaus Härö (Kamerassistenz)[8]
- 2009 GSI – Spezialeinheit Göteborg: Zwischen den Fronten von Anders Nilsson (Kamerassistenz)[9]